# Takayoshi Yanagida

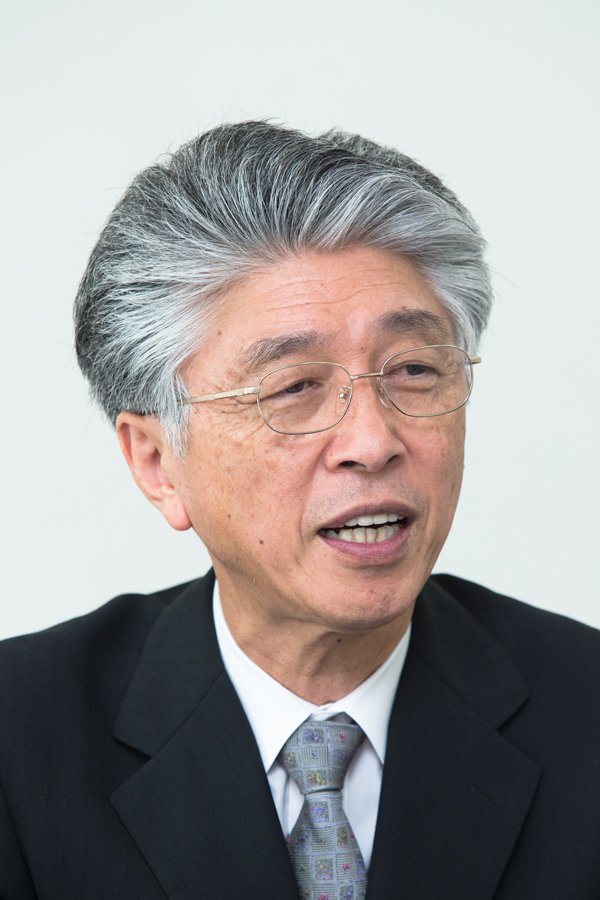
Takayoshi Yanagida

Takayoshi Yanagida (Japans: 柳田孝義, Yanagida Takayoshi) (Sapporo, 27 maart 1948) is een Japanse componist.

## Levensloop
Als kind was hij al bezig met muziek. Op 8-jarige leeftijd kreeg hij pianoles. Hij was vooral geïnteresseerd in de werken van Béla Bartók en Igor Stravinsky, wat hem al spoedig tot het componeren bracht. Aan de Musashino Academia Musicae studeerde hij compositie bij Klaus Pringsheim en op 21-jarige leeftijd won hij de eerste prijs van de Composition Division of the NHK/Mainichi Shinbun Music Competition of Japan. Hij vervolgde zijn studies aan de Hochschule für Musik und Theater in München, waar hij bij Harald Genzmer studeerde. Daar kwam hij gedurende het project Musik unserer Zeit ook in contact met de componist Wolfgang Fortner, die hem met de pantomime en met openbare uitvoeringen van eigen choreografieën vertrouwd maakte.
In Japan teruggekomen, werd hij lid van de Japan Society for Contemporary Music, The Japan Federation of Composers en van de International Society of Composers of Music, die zich ten doel hebben gesteld nieuwe composities te verspreiden door sponsoring van recitals en concerten. Door zijn langdurige betrokkenheid bij de pedagogische programma's van de Japanse televisiezender NHK, kwamen er ook partituren voor video's en films.
Tegenwoordig is hij Professor of Music aan de Bunkyo University, waar hij compositie en muziektheorie doceert.

## Composities

### Werken voor orkest
- 1993 Libretto on a Dreamy Vision voor fluit en orkest
- 1999 Memory of Time voor fluit, hobo, klarinet en orkest
- 2000 A Poetic Grace voor 20-snarige koto en orkest
- 2000 Miyabiuta voor nijûgen (eveneens een traditioneel Japans instrument) en orkest
- 2001 Elms bathed in sunshine... voor piano en orkest
- 2004 Piano Concerto No. 2 "Transfiguration of Dreams"

### Werken voor harmonieorkest
- 1980 Concert Tableau voor blaasorkest
- 2002 Portrait of The West Wind
- Gallery of a Rainbow

### Kamermuziek
- 1975 String Quartet
- 1977 Nereus for Solo Violin
- 1980 Mirrors for 2 Flutes
- 1986 Seen in the twilight voor fluit, viool en piano
- 1994 Valhulin voor klarinet en strijkkwartet
- 1996 Selections II from a literary calendar voor klarinet en percussie

### Pianomuziek
- 1984 Beside a stream

### Werken voor traditionele Japanse instrumenten
- 1976 Johi-Haku-Un voor Shakuhachi
- 1978 Aya voor shakuhachi en jûshichigen
- 1983 Sanrenka voor koto en jûshichigen
- 1989 Habokusansuizu voor Shakuhachi en percussie
- 1993 Fûgenka voor koto en jûshichigen
- Fûmon voor koto en jûshichigen
- Hokyo Seiun voor Shakuhachi
- Ritsu voor koto

- CiNii: DA09041619
- Gemeinsame Normdatei: 140086498
- International Standard Name Identifier: 0000 0000 8411 4961
- Library of Congress Control Number: n80124248
- Bibliotheek van het Japanse parlement: 00109492
- Nationale Bibliotheek van Israël: 987007315808905171
- Virtual International Authority File: 114323386
- WorldCat: E39PBJbCT3rr3yJXGd4VXPfXh3